# Juanjo Triguero
Juan José "Juanjo" Triguero Estruch es un exjugador de baloncesto español nacido el 23 de diciembre de 1983 en Gandía, Valencia. Fue profesional durante 18 años en las distintas categorías del baloncesto español. 

## Trayectoria profesional
Su trayectoria comenzó en las categorías inferiores del club de su ciudad, donde era el referente del equipo. Muy joven empezó a destacar entre sus compañeros, lo que provocó que debutara con el primer equipo con tan solo 17 años en la categoría LEB 2. Tras permanecer dos años en el Aguas de Valencia Gandía, los ojeadores del FC Barcelona, tras percatarse de que podría ser uno de los pívots con más futuro del baloncesto español, lo contrataron para que disputara la temporada 02/03 con su equipo de Liga EBA.
En el año 2003 fue convocado por la  Selección Española para disputar el Europeo sub-20 que se disputaba en Lituania, donde consiguió alzarse con la medalla de plata.
Tras su paso por Barcelona, fue cedido al club  Unión Baloncesto La Palma, donde debutó en la división de plata del básquet español con 19 años de edad. Tras una extraña salida del FC Barcelona, donde llegó como joven talento, fue contratado por el CB Plasencia para ser una pieza clave en su equipo de LEB. Esa temporada promedió 10 puntos y 8 rebotes por encuentro hasta que fue cortado en Navidad por razones extradeportivas. Esa misma temporada terminaría jugando con el equipo que le hizo debutar en LEB, el  Unión Baloncesto La Palma, donde fue pieza clave para conseguir la salvación.
Por sus propios méritos, en la temporada 2005-2006 le llegó la oportunidad de fichar por el Polaris World CB Murcia.  La extraordinaria progresión de su juego le erigió como uno de los jugadores más importantes de la liga LEB, logrando ser nombrado MVP de la Copa del Príncipe de Asturias de Baloncesto, título que consiguió ganar esa temporada con su equipo. Además, ese mismo año logró el ascenso a la Liga ACB, siendo proclamado también MVP de la Final LEB. Su excelente temporada en Murcia le llevó en el verano de 2006 a disputar la Liga de Verano de la NBA con los Orlando Magic donde debutó el día 12 de julio.
El 1 de octubre de 2006 se produjo su debut en la máxima competición del baloncesto español en un partido que enfrentó al Polaris World CB Murcia y al Gran Canaria Grupo Dunas en el Centro Insular de Las Palmas de Gran Canaria. Su primera temporada en la Liga ACB se saldó con unas magníficas estadísticas ( 8 puntos p.p, 6 rebotes p.p., 11,5 p. de valoración MVP en sus 22 minutos p.p.) que le hicieron ser nominado a jugador revelación de la temporada, clasificación en la que finalmente quedó 3º. Además, en el verano de 2007 volvió a ser llamado para disputar la liga de verano con el equipo NBA, Cleveland Cavaliers,  y convocado por la  Selección Española Promesas o Senior B para la disputa del prestigioso Torneo Super 4 en Argentina.
En su última temporada con el Polaris World CB Murcia con mantuvo sus estadísticas 8 puntos p.p, 5.7 rebotes p.p., 1.1 tapones p.p, 12,8 p. de valoración MVP en sus 23 minutos p.p.
De la temporada 2008-2009 a la  2012-2013 jugó en el CB Sevilla.
En junio de 2010 fue incluido en la lista de 24 jugadores facilitada por la Federación Española de Baloncesto a la FIBA para integrar la Selección de baloncesto de España en el Campeonato Mundial de Baloncesto de 2010, aunque finalmente, el seleccionador español, Sergio Scariolo, no lo incluyó en la lista de 15 jugadores que se concentrarían en Las Palmas previamente al campeonato.

## Clubes
- Aguas de Valencia Gandia (2000-2002)
- FC Barcelona (2002-2003)
- U.B. La Palma (2003-2004)
- Plasencia-Galco (2004)
- U.B. La Palma (2004-2005)
- Polaris World CB Murcia  (2005-2008)
- Cajasol (2008-2013)
- Valencia Basket (2013-2014)
- Obradoiro (2014-2016)
- Betis Energía Plus (2016-2017)
- Basket Zaragoza 2002 (2017-2018)

## Títulos

### Colectivos
- Subcampeón Europeo sub-20 Lituania 2003 Selección de baloncesto de España
- Campeón Copa del Príncipe de Asturias de Baloncesto 2006 CB Murcia
- Subcampeón Liga LEB CB Murcia

### Nominaciones individuales
- MVP Copa del Príncipe de Asturias de Baloncesto 2006
- MVP FinalLiga LEB 2006
- 3º jugador revelación Liga ACB 2006/2007